# Charles Henri Dupuy de Lôme

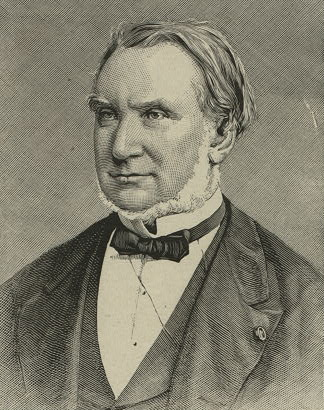
Charles Henri Dupuy de Lôme

Stanislas Charles Henri Dupuy de Lôme (15 de outubro de 1816 - 1 de fevereiro de 1885) foi um arquitecto naval francês, filho de um oficial naval, nascido em Ploemer, perto de Lorient na Bretanha. Foi aluno da École Polytechnique, e a sua actividade principal teve lugar entre 1840 e 1870. Esteve ligado à aplicação de diversas invenções, como o uso militar de barcos a vapor, a criação de balões dirigíveis, ou ainda submarinos eléctricos.

## Primeiro barco a vapor de guerra

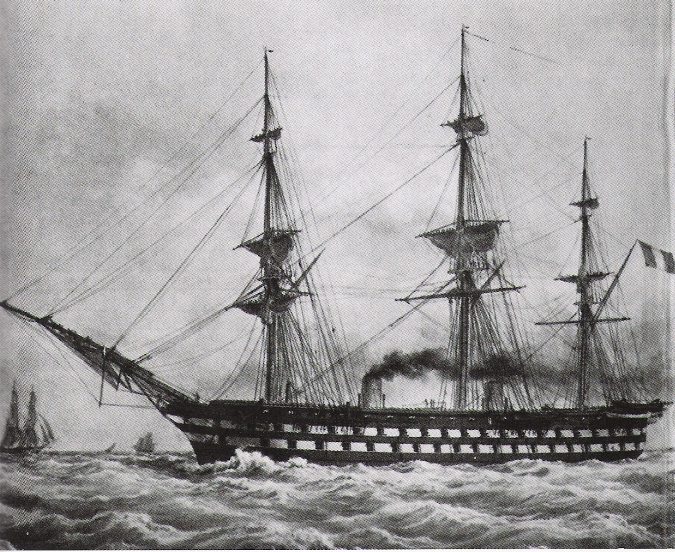
Napoleón (1850), primeiro barco de guerra propulsado a vapor, desenhado por Dupuy de Lôme.

Ao terminar a sua formação profissional, viajou para Inglaterra em 1842, onde continuou estudos de construção de barcos com casco de aço e navegação a vapor. Escreveu um ensaio, depois publicado com o título de "Mémoire sur la Construction des Batiments en Fer"
Desde o seu regresso de Inglaterra, Dupuy de Lôme começou a trabalhar no arsenal de Toulon. Nessa época, os únicos navios a vapor estavam propulsionados por rodas de paletas, e havia grande oposição à introdução de tal propulsão nos barcos de guerra. As rodas de paleta viam-se como pouco apropriadas para os grandes barcos de guerra, e não existia confiança nas hélices; a maioria dos oficiais, tanto em Inglaterra como em França opunham-se a abandonar a propulsão a vela.
Dupuy de Lôme estudou cuidadosamente os detalhes do SS Great Britain, que tinha observado em construção em Bristol, e ficou convencido que um sistema de propulsão a vapor poderia ser usado nos barcos de guerra. Dedicou-se a aperfeiçoar a ideia, e em 1845 escreveu um relatório à Ministério de Marinha francês sugerindo a construção de de uma fragata a hélice, com casco de aço, e protegida por uma armadura formada por várias espessuras de ferros desse material. Este relatório estabeleceu claramente a ideia de um barco de guerra clássico, conquanto o primeiro protótipo só se construiria vários anos depois.
Dupuy de Lôme não esteve só nesta intenção de mudanças radicais na construção e propulsão de barcos. Seus colegas avançavam na mesma linha de ideias, e em Inglaterra começaram as conversões de barcos de vela a vapor. Esta acção dos britânicos fez os franceses iniciarem também a conversão dos seus navios de guerra em barcos auxiliares propulsionados por vapor.
Dupuy de Lôme continuou pesquisando, e em 1847 foi premiado com o encarrego de desenhar Le Napoléon, que seria o primeiro barco de guerra a vapor impulsionado por hélice. O barco tinha 73 m por 17 m e uma deslocação de 5.000 t, com duas cobertas armadas. Atingia uma velocidade de 14 nós. Durante a guerra da Crimeia a sua eficácia chamou muito a atenção, e de seguida muitas armadas do mundo começaram a copiar a ideia.

## Balões dirigíveis

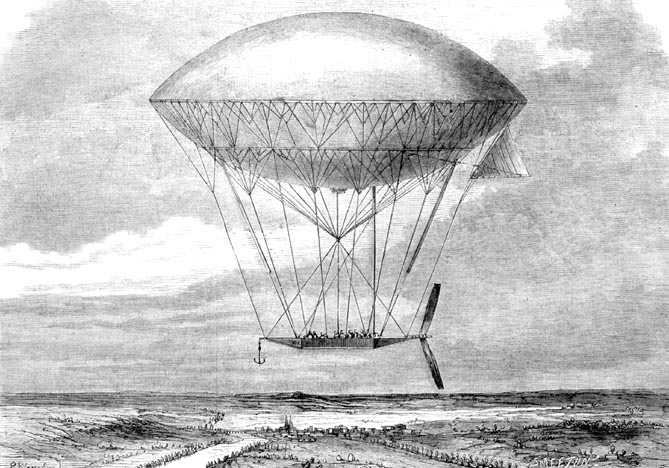
Balão dirigível - desenvolvimento de Dupuy de Lome em 1872.

Em 1870, dedicou uma grande quantidade de tempo para aperfeiçoar um balão dirigível prático, e o Governo francês deu-lhe ajuda na realização dos experimentos. Para realizar o projecto, deu-lhe um crédito de 40.000 francos; mas o balão não esteve pronto até uns poucos dias antes da capitulação. Conduziu ao desenvolvimento de um dos balões primeiro navegables, nomeado o Dupuy de Lôme.

## Submarinos eléctricos
No final de sua vida, Dupuy de Lôme trabalhou num projecto para um submarino eléctrico, em grande parte inspirada pelos resultados experimentais do submarino Plongeur. Após a sua morte, o projecto passou a mãos de seu amigo Gustave Zede, dando lugar ao primeiro submarino eléctrico no mundo, o Gymnote'

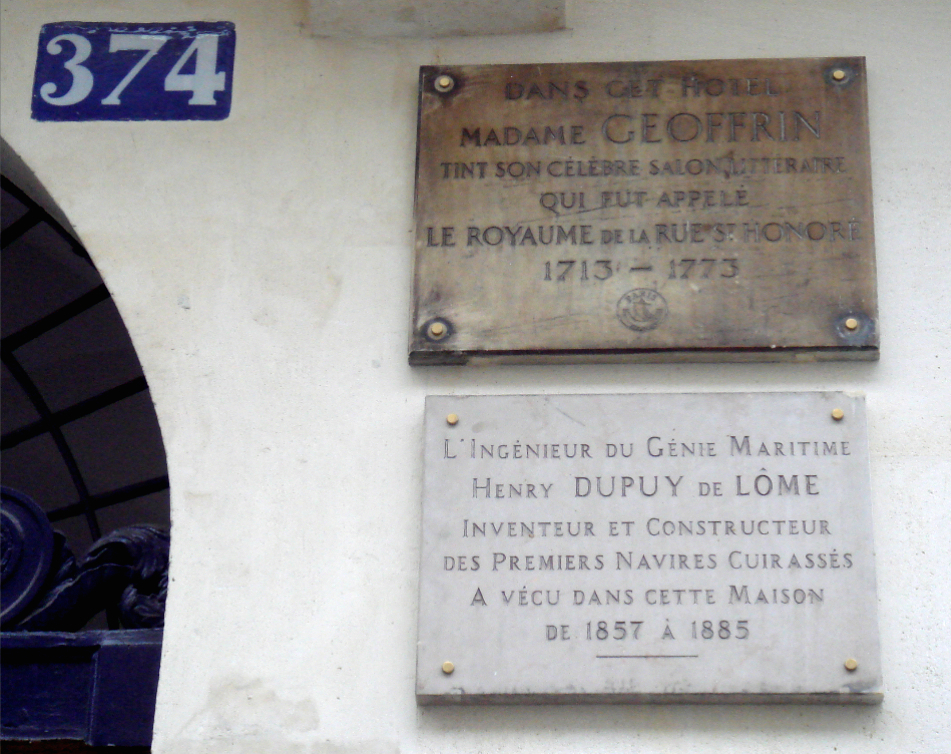
Henri Dupuy de Lôme viveu no 374 da Rue Saint-Honoré em Paris, desde 1857 até sua morte em 1885 (placa comemorativa).

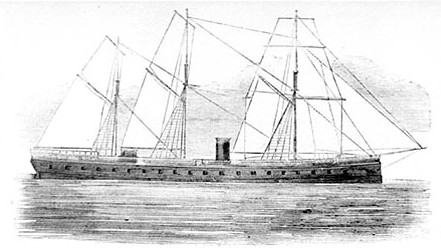
O FS Gloire (1858-1883), primeiro barco oceânico de guerra com propulsão exclusiva a vapor.
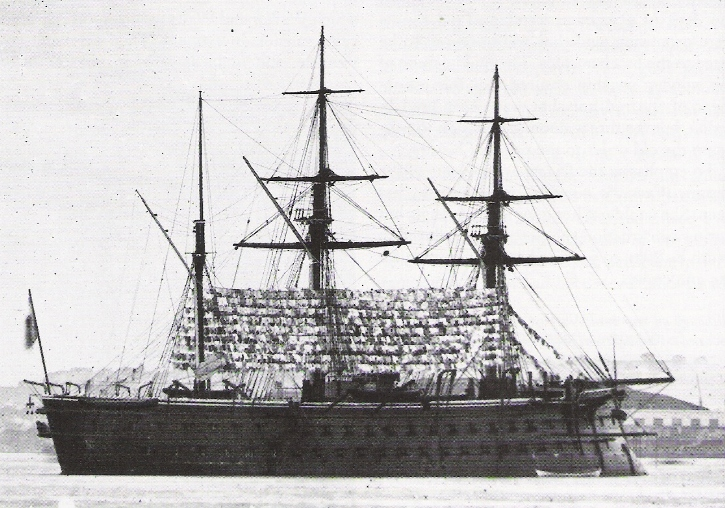
O couraçado francês Solferino, classe Magenta, única classe de couraçados com duas cobertas blindadas.